# Razorback2
Razorback2是一个著名的eDonkey网络服务器。IP为195.245.244.243，坐落于比利时。它以能同时处理100万个用户而著名，这意味着它有能力处理130万用户并索引约1.7亿文件。2006年由于美国电影协会关于版权问题的揭發指责，比利时警方与国际唱片业协会合作，于当年2月21日没收了Razorback2的服务器。至今未重新开放。